# Brogue
 (janvier 2023).
Si vous disposez d'ouvrages ou d'articles de référence ou si vous connaissez des sites web de qualité traitant du thème abordé ici, merci de compléter l'article en donnant les références utiles à sa vérifiabilité et en les liant à la section « Notes et références ».
 (janvier 2023).
La mise en forme du texte ne suit pas les recommandations de Wikipédia : il faut le « wikifier ».
Les points d'amélioration suivants sont les cas les plus fréquents. Le détail des points à revoir est peut-être précisé sur la page de discussion.
- Les titres sont pré-formatés par le logiciel. Ils ne sont ni en capitales, ni en gras.
- Le texte ne doit pas être écrit en capitales (les noms de famille non plus), ni en gras, ni en italique, ni en « petit »…
- Le gras n'est utilisé que pour surligner le titre de l'article dans l'introduction, une seule fois.
- L'italique est rarement utilisé : mots en langue étrangère, titres d'œuvres, noms de bateaux, etc.
- Les citations ne sont pas en italique mais en corps de texte normal. Elles sont entourées par des guillemets français : « et ».
- Les listes à puces sont à éviter, des paragraphes rédigés étant largement préférés. Les tableaux sont à réserver à la présentation de données structurées (résultats, etc.).
- Les appels de note de bas de page (petits chiffres en exposant, introduits par l'outil «  Source ») sont à placer entre la fin de phrase et le point final[comme ça].
- Les liens internes (vers d'autres articles de Wikipédia) sont à choisir avec parcimonie. Créez des liens vers des articles approfondissant le sujet. Les termes génériques sans rapport avec le sujet sont à éviter, ainsi que les répétitions de liens vers un même terme.
- Les liens externes sont à placer uniquement dans une section « Liens externes », à la fin de l'article. Ces liens sont à choisir avec parcimonie suivant les règles définies. Si un lien sert de source à l'article, son insertion dans le texte est à faire par les notes de bas de page.
- La présentation des références doit suivre les conventions bibliographiques. Il est recommandé d'utiliser les modèles {{Ouvrage}}, {{Chapitre}}, {{Article}}, {{Lien web}} et/ou {{Bibliographie}}. Le mode d'édition visuel peut mettre en forme automatiquement les références.
- Insérer une infobox (cadre d'informations à droite) n'est pas obligatoire pour parachever la mise en page.

Pour une aide détaillée, merci de consulter Aide:Wikification.
Si vous pensez que ces points ont été résolus, vous pouvez retirer ce bandeau et améliorer la mise en forme d'un autre article.

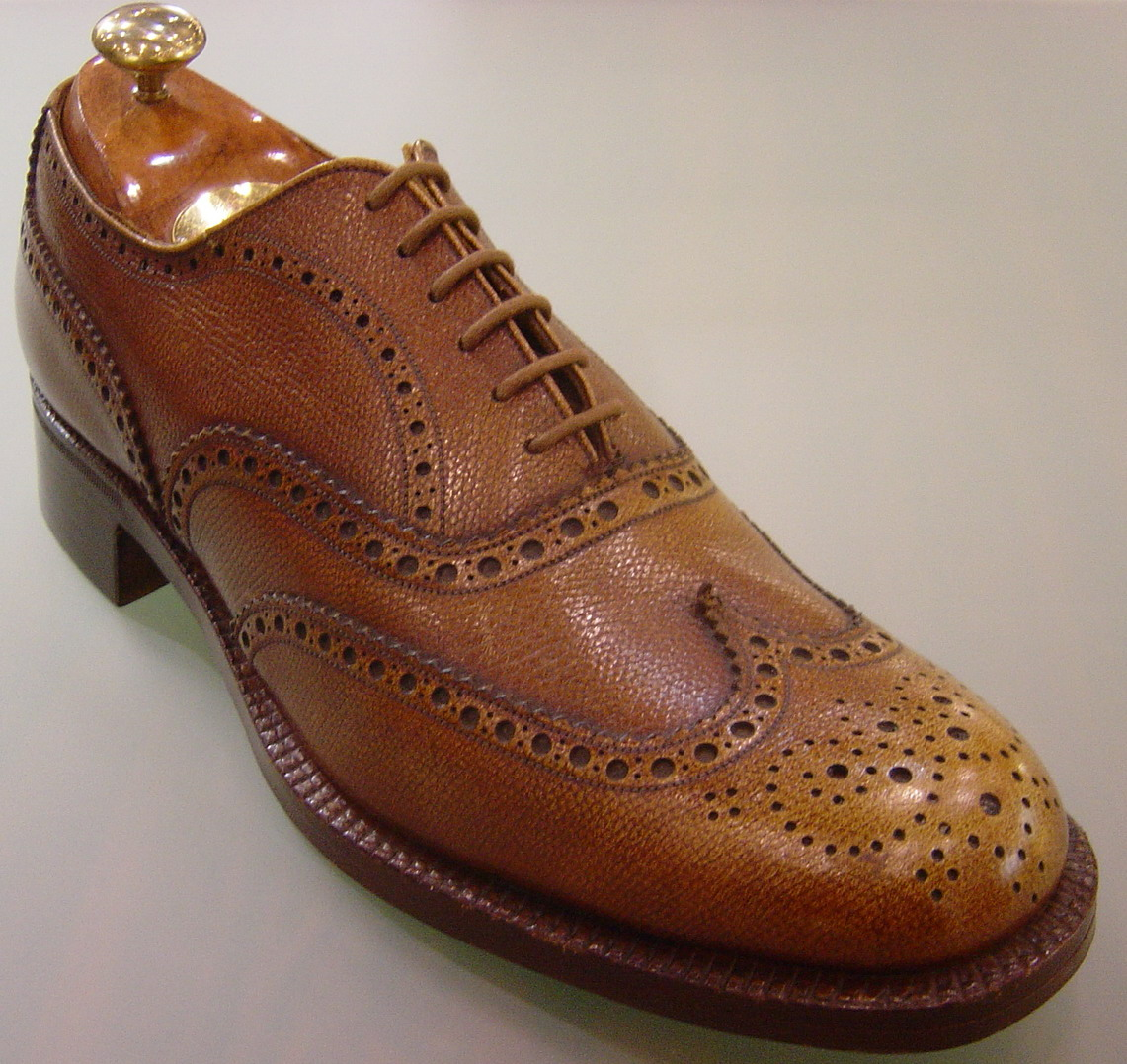
Brogue complète richelieu.

La brogue (dérivé du gaélique bróg et de l'écossais bròg, « chaussure ») est un style de chaussure traditionnellement caractérisé par plusieurs pièces de cuir avec des perforations décoratives, dans les tons marron, à semelle large pour leur utilisation d'origine en Écosse ou Irlande sur des chemins boueux.
Moins souvent sur des chaussures de type derby que richelieu et rarement sur des monk, le « W » dessiné par l’empiècement sur le dessus est caractéristique, comme les dentelures sur les bords d’empiècements.
La brogue complète possède des perforations sur l'ensemble de la chaussure ainsi que le fameux « W » aussi appelé wing tip. La semi-brogue possède plus volontiers un bout droit et des perforations plutôt sur l'avant de la chaussure. La quart-de-brogue possède uniquement des perforations sur la pointe.

## Histoire
Les brogues modernes tirent leurs racines d'une chaussure rudimentaire originaire d'Irlande et d'Écosse qui a été construite avec de la peau non tannée. Les richelieus modernes présentent des perforations décoratives. On dit souvent que celles-ci proviennent également des brogues irlandaises d'origine, en particulier des trous destinés à permettre à l'eau de s'écouler des chaussures lorsque le porteur traverse un terrain humide tel qu'une tourbière. Cependant, les descriptions contemporaines des brogues originales ne mentionnent pas de tels trous. Le mot "brogue" est venu en anglais à la fin du XVIe siècle. Il vient du Gaeilge bróg (irlandais), gaélique bròg (écossais) "chaussure", du vieux norrois "brók" signifiant "couvre-jambe".[1][2] Le mot écossais brogue[6] est également utilisé pour désigner un bradawl ou un outil à main (habituellement pour travailler le bois) ainsi que l'action de percer avec un tel outil.[7]
Le mot "brogue" a été utilisé pour la première fois pour décrire une forme de chaussure de marche extérieure et de campagne au début du XXe siècle, traditionnellement portée par les hommes.[1] À cette époque, le brogue n'était pas considéré comme approprié pour d'autres occasions, sociales ou professionnelles. Au fil du temps, les perceptions ont changé et les brogues sont désormais considérées comme des chaussures appropriées dans la plupart des contextes, y compris les affaires.[4] Les brogues continuent d'être les plus courantes sous forme de chaussures habillées en cuir, de chaussures décontractées et de bottes, mais peuvent être trouvées sous d'autres formes, notamment des baskets en toile et en cuir et des chaussures à talons hauts pour femmes.

### Styles
Les styles brogue sont déterminés par la forme de l'embout (un morceau de cuir ou de matériau séparé ajouté sur la zone des orteils) et incluent les styles brogue complet couramment disponibles (ou « bout d'aile » aux États-Unis), semi-brogue et quart brogue. , et peut être trouvé dans le style brogue longwing moins courant. Le style de fermeture n'est pas une caractéristique déterminante du richelieu et, par conséquent, les brogues peuvent être trouvés dans des styles de fermeture qui incluent les styles Oxford, Derby ou ghillie lacés, mais peuvent être trouvés sous forme de chaussures à boucle et à sangle de moine et de chaussures à enfiler avec ou sans fermetures élastiques. Le plus souvent proposées comme chaussures habillées en cuir, les brogues peuvent également se présenter sous la forme de bottes, de baskets en toile ou en cuir, ou de tout autre type de chaussure qui inclut ou évoque la construction multipièces et les bords perforés et dentelés caractéristiques des brogues.
Les brogues complètes  (également appelées bouts d'ailes) se caractérisent par un embout pointu avec des extensions (ailes) qui courent le long des deux côtés de l'orteil, se terminant près de la plante du pied. Vu du dessus, ce style d'embout est en forme de "W" et ressemble à un oiseau aux ailes déployées, expliquant le nom de style "wingtips" qui est couramment utilisé aux États-Unis. L'embout d'un brogue complet est à la fois perforé et dentelé le long de ses bords, et comprend des perforations décoratives supplémentaires au centre de l'embout appelé le médaillon.
Richelieu Austérité  a un embout en forme de bout d'aile sans perforations.
Le brogue aveugle n'a pas de véritable embout, mais a des perforations en forme de bout d'aile comme s'il avait un embout.
Les semi-brogues ou les demi-brogues se caractérisent par un embout à bord droit avec des perforations décoratives et une dentelure le long du bord du capuchon et comprend des perforations décoratives supplémentaires au centre de l'embout, appelées médaillon. Le demi-brogue a d'abord été conçu et produit par John Lobb Ltd. en tant qu'Oxford au début des années 1900, lorsque les chaussures ont commencé à remplacer les bottes, dans le but d'offrir à ses clients une chaussure plus élégante qu'un simple oxford, mais pas aussi audacieux comme un brogue complet. [8]
Les brogues quarts se caractérisent par un embout avec des perforations décoratives et des dentelures uniquement le long du bord de l'embout, et omettent les perforations décoratives au centre de l'embout (pas de médaillon). Les brogues quarts sont plus formelles que les brogues semi-brogues et les brogues complètes; ce sont les chaussures habillées les plus formelles avec brogueing, ce qui les rend idéales pour être associées à une tenue de ville.
Les brogues Longwing sont caractérisées par des ailes qui s'étendent sur toute la longueur de la chaussure, se rejoignant au niveau d'une couture centrale au talon. Les brogues Longwing Derby étaient les plus populaires aux États-Unis dans les années 1970, et bien que la popularité de ce style ait diminué, il reste disponible sur le marché. Les brogues Longwing sont également connues sous le nom de brogues « américaines ».[9][10]

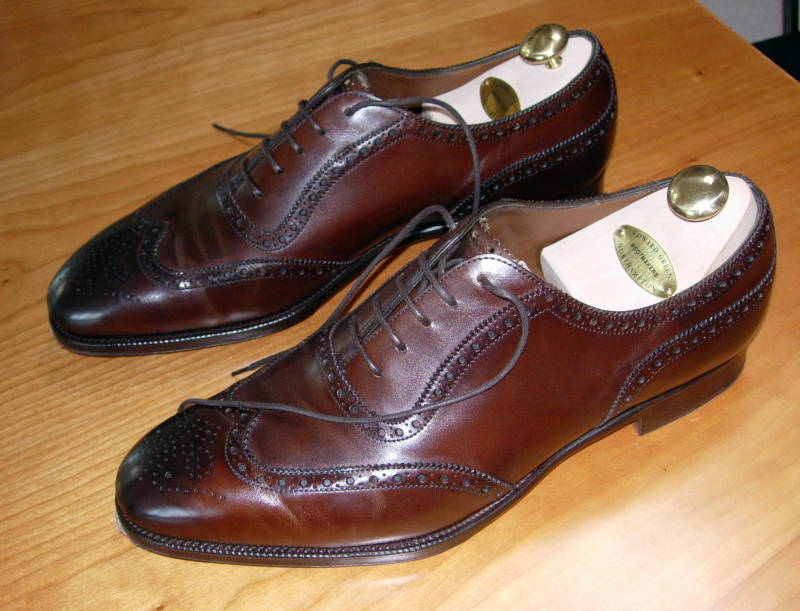
Brogues complètes richelieu.
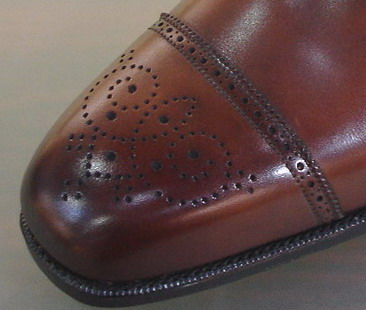
Pointe de semi-brogue.
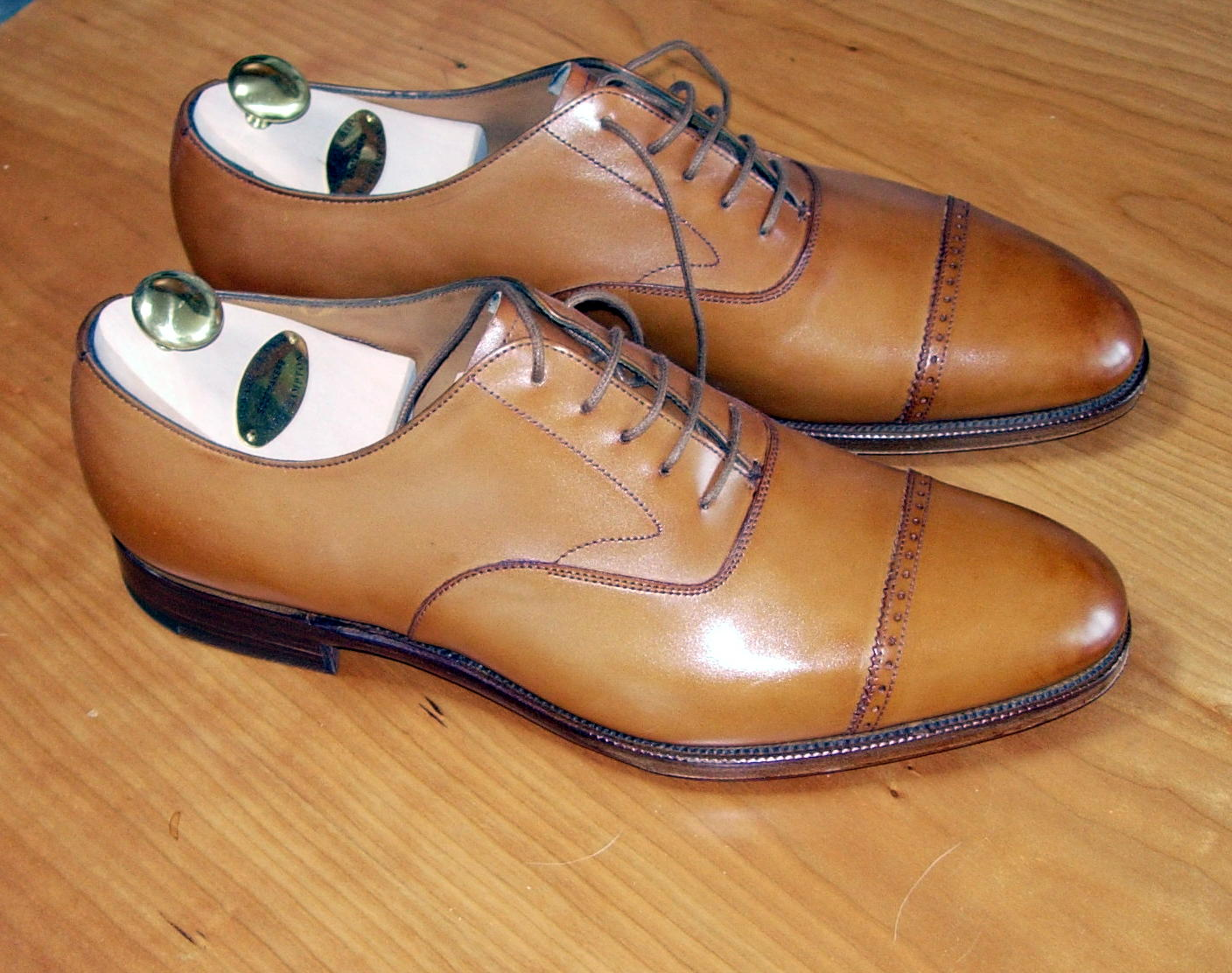
Quart-de-brogue richelieu.

Les chaussures de spectateur, ou chaussures de co-répondant en anglais britannique, sont des richelieus richelieu construits à partir de deux couleurs contrastées, ayant généralement la pointe et le talon et parfois les empiècements en dentelle d'une couleur plus foncée que le corps principal de la chaussure.[3][3] 11] Les combinaisons de couleurs courantes incluent un corps de chaussure blanc avec des capuchons noirs ou beiges, mais d'autres couleurs peuvent être utilisées.
Les brogues Ghillie sont des brogues complètes sans languette pour faciliter le séchage, et de longs lacets qui s'enroulent autour de la jambe au-dessus de la cheville et se nouent sous le mollet pour faciliter le maintien de la cravate à l'abri de la boue. Malgré les aspects fonctionnels originaux de leur conception, les brogues ghillie sont maintenant le plus souvent considérées comme un élément de la tenue traditionnelle écossaise des Highlands et sont portées principalement pour des occasions sociales formelles.